# Moses Simon
Moses Daddy-Ajala Simon (ur. 12 lipca 1995 w Dżos) – nigeryjski piłkarz grający na pozycji napastnika we francuskim klubie FC Nantes oraz w reprezentacji Nigerii. Srebrny medalista Pucharu Narodów Afryki 2023.

## Kariera klubowa
Swoją karierę piłkarską Simon rozpoczął w 2003 roku w akademii piłkarskiej o nazwie GBS Academy. W 2013 roku trafił do szkółki piłkarskiej Ajaksu Amsterdam, a jeszcze w 2013 roku został piłkarzem słowackiego klubu FK AS Trenčín. 1 marca 2014 zadebiutował w nim w lidze w wygranym 2:1 domowym meczu z MŠK Žilina. W zespole z Trenczyna występował do końca 2014 roku. W sezonie 2014/2015 miał swój udział w wywalczeniu przez ten klub mistrzostwa Słowacji oraz w zdobyciu Pucharu Słowacji.
Na początku 2015 roku Simon odszedł z Trenčína do belgijskiego KAA Gent. Swój ligowy debiut w Gent zaliczył 17 stycznia 2015 w zwycięskim 3:1 wyjazdowym spotkaniu z klubem Royal Mouscron-Péruwelz. Wiosną 2015 został z Gent mistrzem Belgii. W 2018 roku podpisał kontrakt z hiszpańskim klubem Levante UD
| Sezon   | Klub          | Kraj      | Rozgrywki        | Mecze | Bramki |
| ------- | ------------- | --------- | ---------------- | ----- | ------ |
| 2013/14 | FK AS Trenčín | Słowacja  | 1. Liga          | 14    | 7      |
| 2014/15 | FK AS Trenčín | Słowacja  | 1. Liga          | 19    | 6      |
| 2014/15 | KAA Gent      | Belgia    | Eerste klasse    | 17    | 7      |
| 2015/16 | KAA Gent      | Belgia    | Eerste klasse    | 32    | 3      |
| 2016/17 | KAA Gent      | Belgia    | Eerste klasse    | 30    | 5      |
| 2017/18 | KAA Gent      | Belgia    | Eerste klasse    | 29    | 6      |
| 2018/19 | Levante UD    | Hiszpania | Primera División | 18    | 1      |
| 2019/20 | FC Nantes     | Francja   | Ligue 1          | 26    | 5      |
| 2020/21 | FC Nantes     | Francja   | Ligue 1          | 33    | 6      |
| 2021/22 | FC Nantes     | Francja   | Ligue 1          | 25    | 3      |

## Kariera reprezentacyjna
W 2013 roku Simon wystąpił z reprezentacją Nigerii U-20 na Mistrzostwach Świata U-20, podobnie jak w 2015 roku na kolejnych Mistrzostwach Świata U-20. W dorosłej reprezentacji Nigerii zadebiutował 25 marca 2015 w przegranym 0:1 towarzyskim meczu z Ugandą, rozegranym w Uyo. W 59. minucie tego meczu zmienił Anthony'ego Ujaha.